# 仏和辞典
仏和辞典（ふつわじてん）は、フランス語の単語に、相当する日本語の単語をあてた対訳辞典。

## 仏和辞典の歴史
明治時代の日本でフランス語はドイツ語と並んで研究され、日本はフランス語から様々な分野の学問や科学技術を取り入れた。日本でフランス語研究は1808年に始まり、1864年に村上英俊が編纂し達理堂から出版された『仏語明要』（佛語明要）は、日本初の本格的な仏和辞典といわれている。
- 1871年 『官許 仏和辞典』 好樹堂（岡田好樹）訳、Mission Presbytérienne Américaine
  - M. Nugent の仏英辞典からの翻訳。旧字体は『官許 佛和辭典』。日本で2番目の仏和辞典[2]。
- 1886年 『仏和辞書』 中村秀穂編訳、日進堂等[3]
  - 旧字体は『佛和辭書』。
- 1887年 『仏和辞林 Dictionnaire universel français-japonais』 中江兆民校閲、野村泰亨他訳、仏学塾
  - 仏学塾は中江兆民が主催する私塾。翌年廃校。
- 1893年 『仏和字彙』 仏学研究会
  - 『仏和辞林』の圧縮版。
- 1899年 『仏和会話集』 斎藤祥三郎訳、成美堂
  - 「玻氏」（A. Bartels）の会話集。

## 主な仏和辞典
- アポロ仏和辞典 角川書店
- 基準仏和辞典 第三書房
- クラウン仏和辞典 三省堂　（第7版、2015年）
- コンサイス仏和辞典 三省堂
- 新コンサイス仏和辞典 三省堂
- スタンダード仏和辞典 大修館書店
- 新スタンダード仏和辞典 大修館書店　（1987年）
- スタンダード仏和小辞典 大修館書店
- ジュネス仏和辞典 大修館書店　（1993年）
- 佛和辭典 大倉書店
- 新仏和辞典 大倉書店
- 小学館プログレッシブ仏和辞典 小学館　（第2版、2008年）
- 小学館ロベール仏和大辞典 小学館　（1988年）
- ディコ仏和辞典 白水社　（新装版、2016年）
- 白水社ラルース仏和辞典 白水社　（2001年）
- 標音仏和辞典 白水社
- 新仏和小辞典 白水社
- 新仏和中辞典 白水社
- 仏和大辞典 白水社
- マルタン仏和大辞典 白水社
- 模範仏和大辞典 白水社
- プチ・ロワイヤル仏和辞典 旺文社　（第5版、2020年）
- ロワイヤル仏和中辞典 旺文社　（第2版、2005年）
- ポケット仏和辞典 博友社
- カナ発音仏和小辞典 大学書林
- 現代仏和小辞典 大学書林
- 仏和小辞典 Librairie You Feng（友豐書店）